# Riposto
Riposto est une commune de la province de Catane en Sicile (Italie).

## Personnalités
- Franco Battiato (1945), auteur-compositeur, metteur en scène et peintre
- Gianfranco Pappalardo Fiumara (1978), professeur, musicien, pianiste

## Administration
| Période                                  | Période  | Identité       | Étiquette               | Qualité |
| ---------------------------------------- | -------- | -------------- | ----------------------- | ------- |
| 27 mai 2003                              | En cours | Carmelo D'Urso | Democratici di Sinistra |         |
| Les données manquantes sont à compléter. |          |                |                         |         |

### Hameaux
Torre Archirafi - Quartirello - Carrubba - Altarello - Archi - Praiola

### Communes limitrophes
Acireale, Giarre, Mascali

### Évolution démographique
Habitants recensés